# Admiral Sportwetten

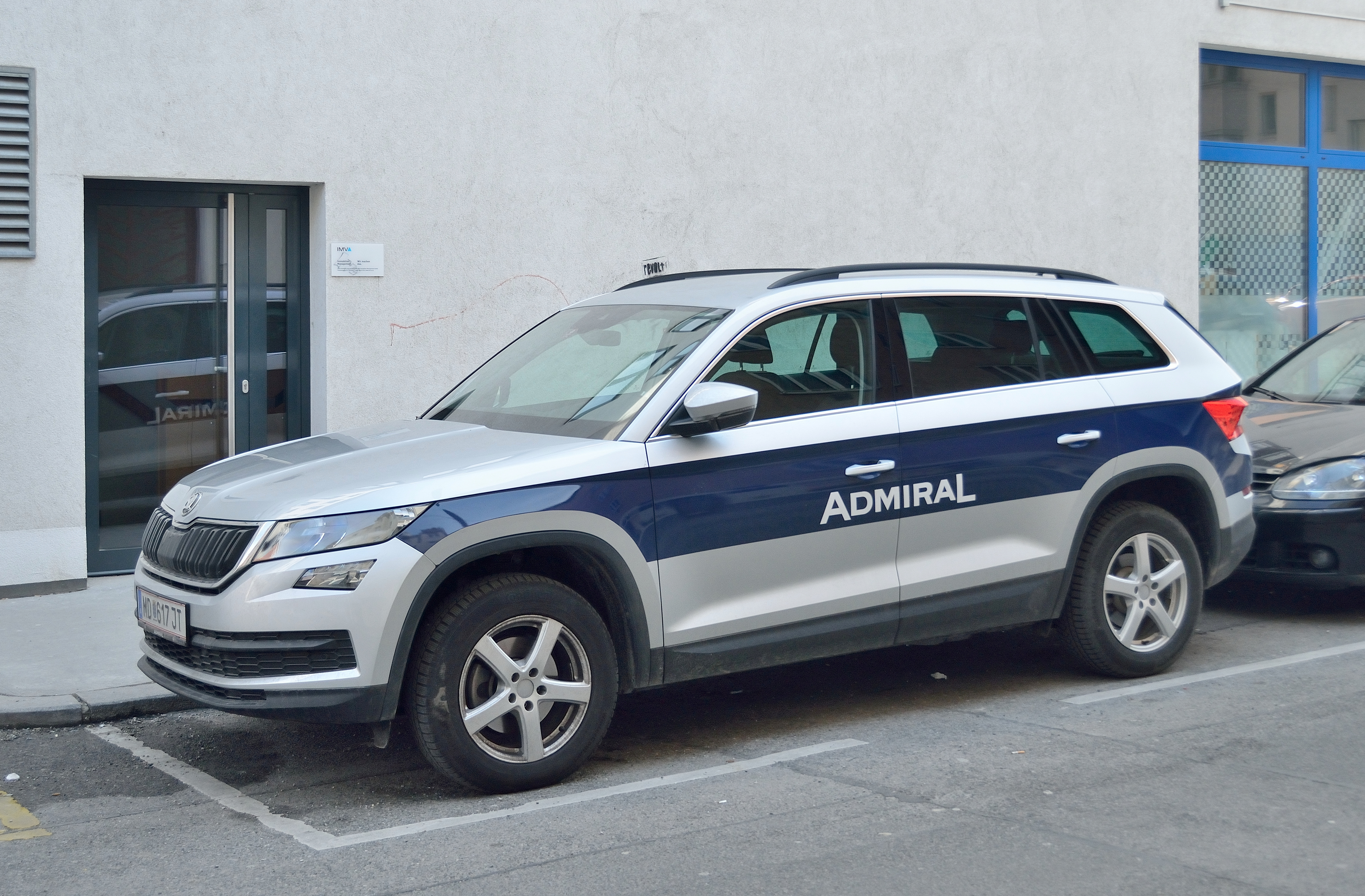
Fahrzeug mit dem Admiral-Schriftzug

Die Admiral Sportwetten GmbH (Eigenschreibweise ADMIRAL Sportwetten GmbH) ist ein österreichisches Wettunternehmen mit Sitz in Gumpoldskirchen, welches Teil der Novomatic-Gruppe ist. Das Unternehmen war von 2001 bis 2006 an der Wiener Börse gelistet.

## Sponsoring
Das von Walter Grubmüller gegründete Unternehmen unterstützt als Sponsor mehr als 200 Vereine in Österreich. Zu den bekanntesten Sponsoringaktivitäten zählte die Namenspatronanz der Basketball-Bundesliga von 2008 bis 2019. Seit 2017 ist Admiral Sportwetten offizieller Sponsor der österreichischen Fußballnationalmannschaft der Frauen. In der Fußball-Bundesliga tritt das Unternehmen als Sponsor des SK Rapid Wien, der FK Austria Wien, des SK Sturm Graz, des LASK, der Admira, des WAC und des SKN St. Pölten auf.

## Kritik
Im Rahmen von zwei ORF-Fernsehreportagen der Reihe Am Schauplatz vom 10. Oktober 2006 sowie 16. Jänner 2007 wurde der Admiral-Novomatic-Gruppe vorgeworfen, die Regelungen zum „Kleinen Glücksspiel“ (Höchsteinsatz von 50 Cent, maximaler Gewinn von 20 Euro, jeweils pro Spiel) zu umgehen und die Gewinnquote der einzelnen Automaten systematisch zu manipulieren.
Die Novomatic-Gruppe gab hierzu trotz mehrmaliger Aufforderung keine Stellungnahme vor der Kamera ab und drohte dem ORF mit Klage.
Durch eine Strafanzeige der Kripo Niederösterreich (Aktenzahl 12Ur78/06i) haben sich diese Betrugsvorwürfe erhärtet, bzw. sind weitere hinzugekommen. Demnach biete Admiral statt der vermeintlichen Live-Wetten Hunderennen an, die aus Videoaufnahmen zusammengebastelt wären. Das ist laut Gutachter der Kripo illegales Glücksspiel. Außerdem hat der Geschäftsführer des Konzerns in einem ZIB-2-Beitrag offen zugegeben, dass alle Spielautomaten vernetzt seien und sämtliche Daten in der Zentrale zusammenliefen.
2016 wurde Live-Wetten in Wien verboten.